# 이세시
이세시(일본어: 伊勢市 이세시[*])는 일본 미에현 남동부에 있는 시이다. 이세 신궁이 있어 많은 관광객이 방문한다.
1906년까지는 와타라이군에 속했고 폐번치현 이후 와타라이현의 현청 소재지가 되었다가 1876년 4월 18일 미에현에 편입되었다.

## 지리
시마반도 북동부에 위치하며, 북부는 평지(이세평야의 남단)이고 이세만과 접한다. 남부는 높이 100~500m의 구릉 산지가 펼쳐져 있다.
중심 시가지는 이세 신궁 외궁 주변에 형성되어 있고 시가지 외곽의 숲 속에 이세 신궁 내궁이 위치한다. "이세시"로 개칭되기 전에는 "우지야마다시"(宇治山田市)로 불렸으며 내궁 주변이 우지(宇治), 외궁 주변이 야마다(山田)에 해당한다.
- 하천: 미야강(일본어판), 이스즈강(일본어판), 세이타강(일본어판)
- 산: 아사쿠마타케산(일본어판), 간타케산, 마에야마산(일본어판), 쓰즈미타케산, 다카쿠라산(일본어판)

## 역사
이세 신궁의 몬젠마치(門前町)로 에도 시대부터 발전하여 에도 막부가 이세 신궁의 관리를 목적으로 야마다 봉행소를 설치했다. 야마다 봉행소는 오오카 다다스케가 봉행을 맡았던 적이 있어 이 무렵 기슈번에 있던 도쿠가와 요시무네에 의해 이후 발탁되었다.
1890년대부터 1930년대까지 산구 철도선(현재의 산구선), 산구 급행 전철 본선(현재의 긴테쓰 야마다선), 이세 전기 철도 본선(이후 산구 급행 전철 이세선, 1942년 폐지) 등 철도가 차례차례로 개통하면서 참례객이 증가했다.
또한 국가신토 아래에서 제2차 세계 대전까지는 신도(神都)로서 국위선양의 장소가 되었다. 1940년에는 약 800만 명이 참궁을 위해서 이곳을 방문했다.

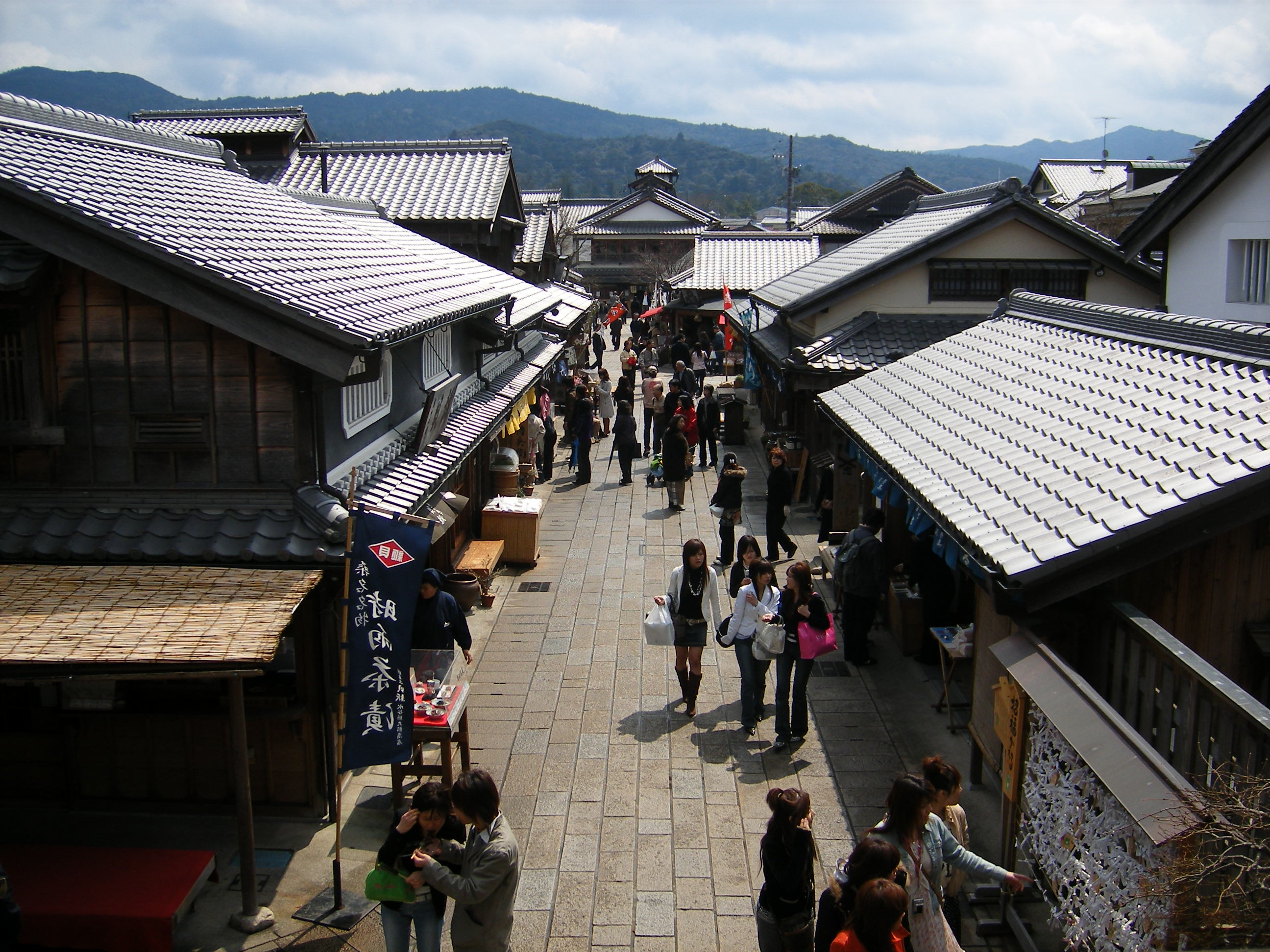
이세시

- 1889년 - 우지촌과 야마다촌이 합병해 우지야마다정이 성립하였다.
- 1906년 9월 1일 - 시로 승격해 우지야마다시가 되었다.
- 1946년 11월 20일 - 이세시마 국립공원으로 지정되었다.
- 1955년 1월 1일 - 와타라이군 도요하마촌, 기타하마촌, 시로타촌, 요고촌을 편입하고 시명을 이세시로 개칭하였다.
- 1959년 9월 26일 - 일본 역사상 두 번째로 강력한 태풍인 이세만 태풍으로 이세와 그 주변 지역이 큰 피해를 입었다.
- 2005년 11월 1일 - 이세시, 와타라이군 후타미정, 오바타정, 미소노촌의 신설 합병으로 새로운 이세시가 성립했다.

## 교통

### 철도
- 긴키 닛폰 철도
  - 야마다선
    - (← 메이와정 묘조역) - 아케노역 - 오바타역 - 미야마치역 - 이세시역 - 우지야마다역

  - 도바선
    - 우지야마다역 - 이스즈가와역 - 아사마역 - (도바시 이케노우라역 →)

- 도카이 여객철도
  - 산구선
    - (← 다마키정 다마루역) - 미야가와역 - 야마다카미구치역 - 이세시역 - 이스즈가오카역 - 후타미노우라역 - 마쓰시타역 - (이케노우라시사이드역) - (도바시 도바역 →)

### 도로
- 이세 자동차도(일본어판)
- 국도 23호선
- 국도 42호선
- 국도 167호선

## 인구
| 연도 | 인구    | ±%    |
| ---- | ------- | ----- |
| 1960 | 123,311 | —     |
| 1970 | 130,339 | +5.7% |
| 1980 | 137,296 | +5.3% |
| 1990 | 138,298 | +0.7% |
| 2000 | 136,173 | −1.5% |
| 2010 | 130,228 | −4.4% |

## 기후
| 이세시 오바타초의 기후                                       | 이세시 오바타초의 기후 | 이세시 오바타초의 기후 | 이세시 오바타초의 기후 | 이세시 오바타초의 기후 | 이세시 오바타초의 기후 | 이세시 오바타초의 기후 | 이세시 오바타초의 기후 | 이세시 오바타초의 기후 | 이세시 오바타초의 기후 | 이세시 오바타초의 기후 | 이세시 오바타초의 기후 | 이세시 오바타초의 기후 | 이세시 오바타초의 기후 |
| 월                                                           | 1월                    | 2월                    | 3월                    | 4월                    | 5월                    | 6월                    | 7월                    | 8월                    | 9월                    | 10월                   | 11월                   | 12월                   | 연간                   |
| ------------------------------------------------------------ | ---------------------- | ---------------------- | ---------------------- | ---------------------- | ---------------------- | ---------------------- | ---------------------- | ---------------------- | ---------------------- | ---------------------- | ---------------------- | ---------------------- | ---------------------- |
| 역대 최고 기온 °C (°F)                                       | 18.1 (64.6)            | 20.5 (68.9)            | 25.3 (77.5)            | 30.7 (87.3)            | 33.1 (91.6)            | 36.0 (96.8)            | 38.5 (101.3)           | 38.8 (101.8)           | 37.8 (100.0)           | 30.4 (86.7)            | 24.3 (75.7)            | 25.4 (77.7)            | 38.8 (101.8)           |
| 일평균 최고 기온 °C (°F)                                     | 9.5 (49.1)             | 10.2 (50.4)            | 13.8 (56.8)            | 19.4 (66.9)            | 24.0 (75.2)            | 26.8 (80.2)            | 31.0 (87.8)            | 32.2 (90.0)            | 28.3 (82.9)            | 22.7 (72.9)            | 17.1 (62.8)            | 11.9 (53.4)            | 20.6 (69.0)            |
| 일일 평균 기온 °C (°F)                                       | 4.8 (40.6)             | 5.2 (41.4)             | 8.5 (47.3)             | 13.8 (56.8)            | 18.7 (65.7)            | 22.2 (72.0)            | 26.3 (79.3)            | 27.2 (81.0)            | 23.7 (74.7)            | 17.9 (64.2)            | 12.1 (53.8)            | 7.0 (44.6)             | 15.6 (60.1)            |
| 일평균 최저 기온 °C (°F)                                     | 0.2 (32.4)             | 0.5 (32.9)             | 3.3 (37.9)             | 8.4 (47.1)             | 13.9 (57.0)            | 18.4 (65.1)            | 22.6 (72.7)            | 23.4 (74.1)            | 19.9 (67.8)            | 13.6 (56.5)            | 7.2 (45.0)             | 2.2 (36.0)             | 11.1 (52.0)            |
| 역대 최저 기온 °C (°F)                                       | −5.7 (21.7)            | −6.0 (21.2)            | −3.9 (25.0)            | −1.8 (28.8)            | 4.8 (40.6)             | 10.0 (50.0)            | 15.7 (60.3)            | 16.0 (60.8)            | 10.2 (50.4)            | 3.1 (37.6)             | −1.7 (28.9)            | −4.9 (23.2)            | −6.0 (21.2)            |
| 평균 강수량 mm (인치)                                        | 63.3 (2.49)            | 68.3 (2.69)            | 121.3 (4.78)           | 134.2 (5.28)           | 188.1 (7.41)           | 213.7 (8.41)           | 181.7 (7.15)           | 160.2 (6.31)           | 319.2 (12.57)          | 258.4 (10.17)          | 95.8 (3.77)            | 66.6 (2.62)            | 1,870.8 (73.65)        |
| 평균 강수일수 (≥ 1.0 mm)                                     | 5.4                    | 5.9                    | 9.6                    | 9.6                    | 10.3                   | 12.6                   | 11.3                   | 8.9                    | 11.3                   | 10.6                   | 6.5                    | 5.6                    | 107.6                  |
| 평균 월간 일조시간                                           | 173.1                  | 163.3                  | 182.2                  | 190.5                  | 191.1                  | 137.3                  | 174.8                  | 208.2                  | 150.1                  | 157.9                  | 159.4                  | 174.7                  | 2,059.8                |
| 출처: 일본 기상청 (평년값: 1991년~2020년, 극값: 1979년~현재) |                        |                        |                        |                        |                        |                        |                        |                        |                        |                        |                        |                        |                        |

## 관광

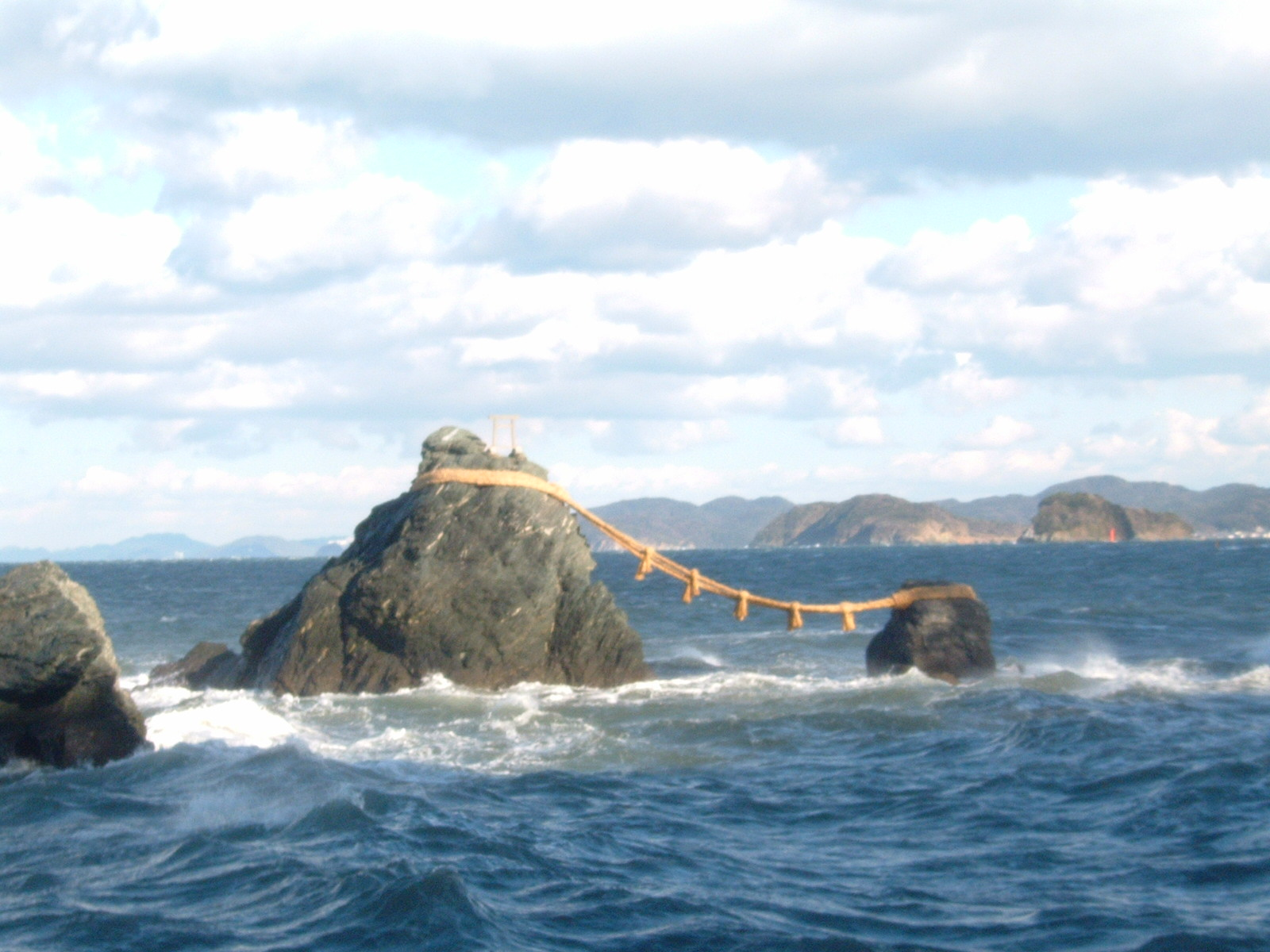
이와암

- 이세 신궁
- 이와암
- 이세시마 국립공원
- 미야강